# Деннісон Тауншип (округ Лузерн, Пенсільванія)
Деннісон Тауншип (англ. Dennison Township) — селище (англ. township) в США, в окрузі Лузерн штату Пенсільванія. Населення — 963 особи (2020).

## Демографія
Згідно з переписом 2010 року, у селищі мешкало 1125 осіб у 438 домогосподарствах у складі 313 родин. Було 542 помешкання
Расовий склад населення:
| - 98,0 % — білих - 0,4 % — чорних або афроамериканців - 0,1 % — азіатів |

До двох чи більше рас належало 1,1 %. Частка іспаномовних становила 2,0 % від усіх жителів.
За віковим діапазоном населення розподілялося таким чином: 22,3 % — особи молодші 18 років, 63,9 % — особи у віці 18—64 років, 13,8 % — особи у віці 65 років та старші. Медіана віку мешканця становила 43,7 року. На 100 осіб жіночої статі у селищі припадало 107,2 чоловіків;  на 100 жінок у віці від 18 років та старших — 109,1 чоловіків також старших 18 років.
Середній дохід на одне домашнє господарство  становив 77 098 доларів США (медіана — 62 614), а середній дохід на одну сім'ю — 87 732 долари (медіана — 75 577). Медіана доходів становила 51 667 доларів для чоловіків та 33 214 долари для жінок. За межею бідності перебувало 6,9 % осіб, у тому числі 5,9 % дітей у віці до 18 років та 6,1 % осіб у віці 65 років та старших.
Цивільне працевлаштоване населення становило 551 особа. Основні галузі зайнятості: освіта, охорона здоров'я та соціальна допомога — 23,8 %, роздрібна торгівля — 14,7 %, мистецтво, розваги та відпочинок — 12,3 %, публічна адміністрація — 10,3 %.